# Таулупе Фалетау
Таулупе Фалетау (енгл. Taulupe Faletau; 12. новембар 1990) професионални је рагбиста и играч екипе Њупорт Гвент Дрегонс. Фалетау игра за репрезентацију Велса, иако је рођен у Тонги.

## Биографија
Висок 187 cm, тежак 110 kg, Фалетау је играо за Крос Кијс РФК и Њупорт РФК, пре него што је 2009. прешао у Дрегонсе. За национални рагби јунион тим Велса одиграо је 50 тест мечева и постигао 4 есеја.